# Ikkyū-san (1975)
Ikkyū-san (japanisch 一休さん) ist eine Anime-Fernsehserie aus den Jahren 1975 bis 1982 von Toei Animation. Sie erzählt vom Leben des Mönchs Ikkyū Sōjun und wurde auch in anderen Sprachen gezeigt. Außerdem erschienen vier Filme zur Serie.

## Inhalt
Nachdem der Shogun Yoshimitsu Ashikaga Japan geeint hat, schickt er seinen Sohn Sengikumaru zum Yasukuni-Schrein. Er muss den Hof verlassen, da sein Großvater mütterlicherseits gegen Ashikagas Aufstieg war. Er tritt ins Kloster ein und nimmt den Namen Ikkyū an. Der für seine Gewitztheit bekannte Junge versucht, als guter und frommer Mönch zu leben. Doch nebenher überlistet er auch immer wieder den habgierigen Händler Kikyoya, dessen Tochter Yayoi und manchmal sogar den Shogun. Dabei ist sein Ziel meist, anderen zu helfen.

## Anime-Fernsehserie
Der Anime entstand bei Studio Toei Animation unter der Regie von Kimio Yabuki. Die Idee stammt von Hisashi Sakaguchi, die Drehbücher schrieben Makoto Tsuji, Tadaki Yamazaki, Hisao Okawa, Tatsuo Tamura, Hiroyasu Yamaura und Keisuke Fujikawa. Die Charakterdesigns entwarfen Hiroshi Wagatsuma und Megumu Ishiguro, die künstlerische Leitung lag bei Isamu Kageyama. Die Tonarbeiten leitete Nobuhiro Komatsu und die verantwortlichen Produzenten waren Minato Sakanashi, Tomiro Kuriyama und Yoshio Takami.
Die insgesamt 296 Folgen mit je 25 Minuten Laufzeit wurden vom 15. Oktober 1975 bis zum 28. Juni 1982 von TV Asahi in Japan gezeigt. Es folgten mehrere Ausstrahlungen in Italien sowie eine im arabischen Raum beim Sender Spacetoon. Als Ikkyu the Little Monk wurde der Anime mit englischen Untertiteln in den USA gezeigt, jedoch nur auf einigen lokalen Sendern für die japanische Gemeinschaft. Außerdem wurde die Serie seit 1983 mehrfach in China ausgestrahlt.

### Synchronisation
| Rolle               | Japanische Stimme (Seiyū) |
| ------------------- | ------------------------- |
| Ikkyū               | Toshiko Fujita            |
| Sayo-chan           | Reiko Katsura             |
| Shūnen              | Sanji Hase                |
| Gaikan Oshō         | Kōhei Miyauchi            |
| Shinemon Ninagawa   | Keiichi Noda              |
| Yoshimitsu Ashikaga | Shunji Yamada             |

### Musik
Die Musik der Serie komponierte Seiichirō Uno. Das Vorspannlied ist Tonchinkanchin Ikkyū-san (とんちんかんちん一休さん) von Megumi Aiuchi und Young Fresh. Der Abspann wurde unterlegt mit Hahaue-sama (ははうえさま) von Toshiko Fujita.

## Filme
Nach oder noch während der Ausstrahlung der Fernsehserie kamen mehrere Filme heraus, zunächst aus Japan und schließlich auch ein in China produzierter Film:
- Ikkyū-san to Yancha-hime, Kinofilm 1978, 15 min, Regie Kimio Yabuki
- Ikkyū-san Ōabare no Yancha-hime, Fernsehfilm 1980, 50 min[3]
- Ikkyū-san: Haru da! Yancha-hime, Kinofilm 1981, 15 min, Regie Kimio Yabuki
- Tonchinkanchin Ikkyu-san, Kinofilm 2014 (VR China), 85 min, Regie Jiancheng Lei und Jianzhong Wu

## Nutzung für Tourismuswerbung
Um für den Besuch von Kyōto zu werben, produzierte Toei Animation 2011 einen Kurzfilm mit Ikkyū-san mit neuneinhalb Minuten Länge. Darin besucht der Mönch diverse Sehenswürdigkeiten der Stadt. Der Film sollte auch über Japan hinaus wirken und vor allem Besucher aus China anlocken, wo der Anime sehr bekannt geworden ist und zu den beliebtesten Produktionen aus Japan zählt.